# Stazione di Piombino

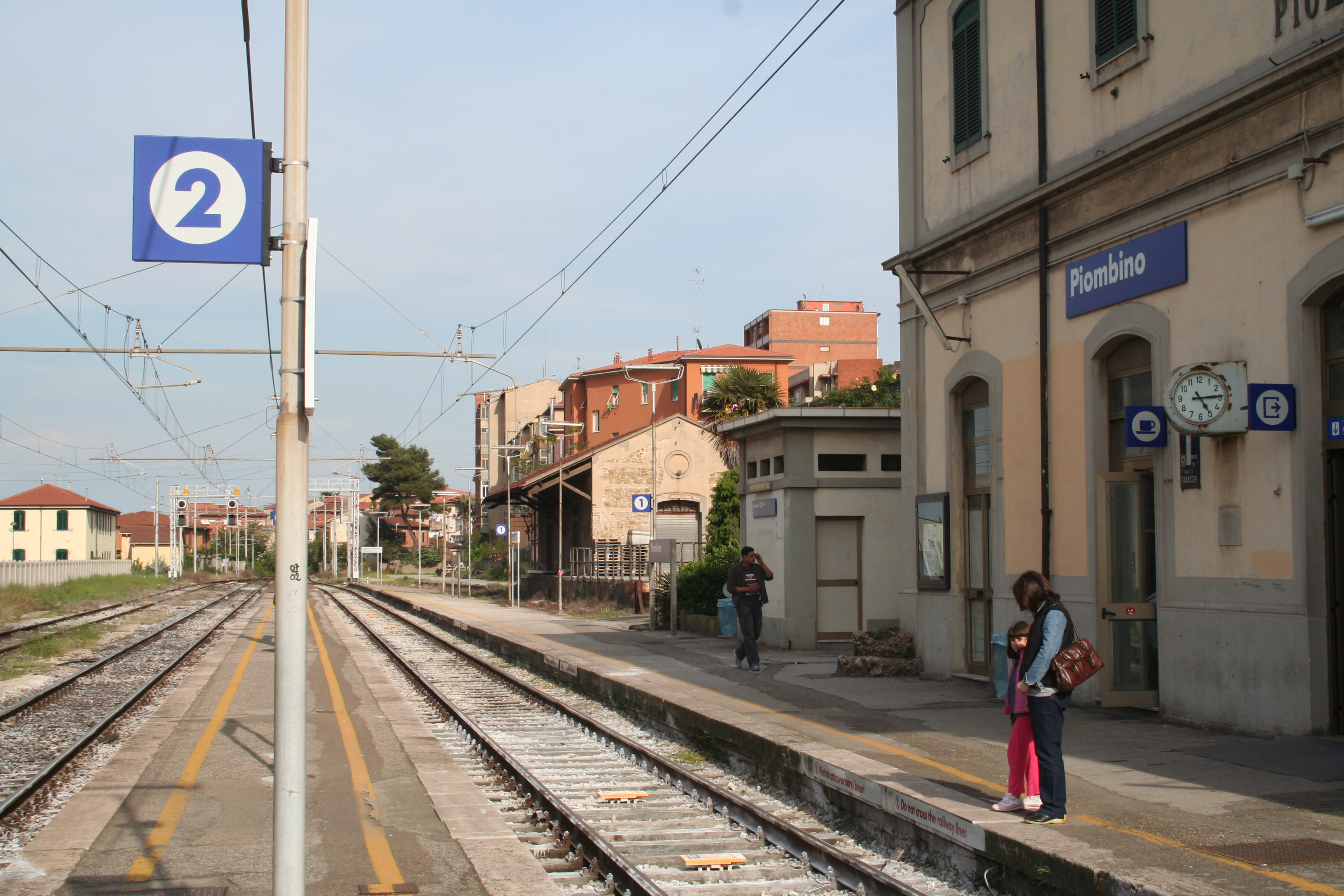
Binario 2

La stazione di Piombino è la principale stazione ferroviaria della città di Piombino.
L'impianto, principalmente utilizzato per il traffico passeggeri, è posto sulla linea ferroviaria Campiglia Marittima-Piombino Marittima ed è classificato da RFI nella categoria "Bronze".

## Storia
La stazione venne edificata nel 1895 come capolinea della ferrovia che la collega con la stazione di Campiglia Marittima; sul finire degli anni cinquanta del Novecento fu realizzata un'ulteriore breve tratta che la collega anche al porto, ponendo come capolinea della linea la stazione di Piombino Marittima.

## Strutture e impianti
L'impianto è gestito da RFI. È stazione terminale della linea Campiglia Marittima-Piombino Marittima: infatti entrambe le tratte per Campiglia Marittima e per Piombino Marittima hanno un capolinea presso questa.
Il piazzale dei binari è costituito da due binari tronchi. La struttura degli edifici è invece quello tipico di una stazione di transito, nonostante a più riprese negli anni siano stati avanzati progetti di trasformazione di tale struttura in un vero terminale.
A causa della disposizione incoerente delle architetture (linea terminale - stazione transito), il troncone finale dei binari risulta poco utilizzato, tanto che, nei primi anni 2000, esso è stato ridotto in lunghezza di alcune decine di metri, a tutto vantaggio dell'urbanistica del centro; si hanno altresì documentazioni fotografiche che testimoniano di interventi simili nei primi decenni del Novecento.
A breve distanza dalla stazione di Piombino, sulla linea per Campiglia Marittima, sorge anche la stazione di Portovecchio di Piombino, dismessa nei primi anni novanta e posta in prossimità degli stabilimenti siderurgici.
Da molti anni si vocifera di una soppressione della linea ferroviaria e, ovviamente, della stazione di Piombino ma, a dispetto del numero limitato di treni che giornalmente vi partono e arrivano (circa 20 al giorno), nessuna di queste voci si è mai concretizzata. Lo scarso traffico viaggiatori ha influenzato negativamente la presenza di servizi, visto che progressivamente sono state chiusi il bar-edicola, la sala d'attesa interna e la biglietteria a sportello, rendendo la stazione completamente impresenziata ed in stato di semi-abbandono, al punto che i politici locali hanno sollecitato l'intervento di RFI anche solo per l'installazione di una pensilina e migliorare l'accesso all'impianto ai disabili pur se già altre volte in passato si è tentato, inutilmente, di riqualificare la zona e rilanciare i servizi ferroviari .

## Servizi
La stazione dispone di:
- Biglietteria automatica
- Cabina telefonica
- Schermi digitali per arrivi e partenze treni
- Annuncio sonoro arrivo e partenza treni

## Interscambi
La piazza antistante la stazione (piazza Ferruccio Niccolini) e la via adiacente (via Giosuè Carducci) sono serviti dalle autolinee urbane e interurbane operate da Autolinee Toscane.
- Fermata autobus
- Stazione taxi